# Amasis in ardesia (ÄM 11864)
La testa di Amasis in ardesia (ÄM 11864) è il frammento della testa proveniente da un'antica statua egizia del faraone Amasis (anche noto come Ahmose II; 570–526 a.C.) della XXVI dinastia egizia.

Durante la XXVI dinastia, nota come "dinastia saitica" (da Sais, la capitale dell'epoca), ma anche sotto le dinastie successive, l'ardesia tornò in auge nella scultura che nell'architettura, sia in ambito pubblico e regale che privato: si era inaugurato un periodo di stabilità economica e fioritura culturale. Questa testa regale è priva di iscrizioni geroglifiche e l'individuazione del sovrano ritratto (altrimenti definito semplicemente "un re saitico") non è facile: la sua attribuzione al faraone Amasi/Ahmose II, il settimo della dinastia saitica, si basa su motivi puramente stilistici come il cosiddetto "sorriso saitico", tipico del periodo in questione e verosimilmente destinato a influenzare il "sorriso arcaico" delle rappresentazioni di kouroi greci. I ritratti dell'epoca presentavano fisionomie fortemente idealizzate ma non inespressive. La rappresentazione del sovrano con il copricapo nemes (l'ureo è mancante) è considerato una grande rarità per l'epoca, dal momento che lo stesso Amasis si fece quasi sempre ritrarre con la Corona blu (khepresh), probabilmente per distinguersi dai monarchi della XXV dinastia egizia, la "dinastia kushita", che avevano pressoché abbandonato il khepresh.

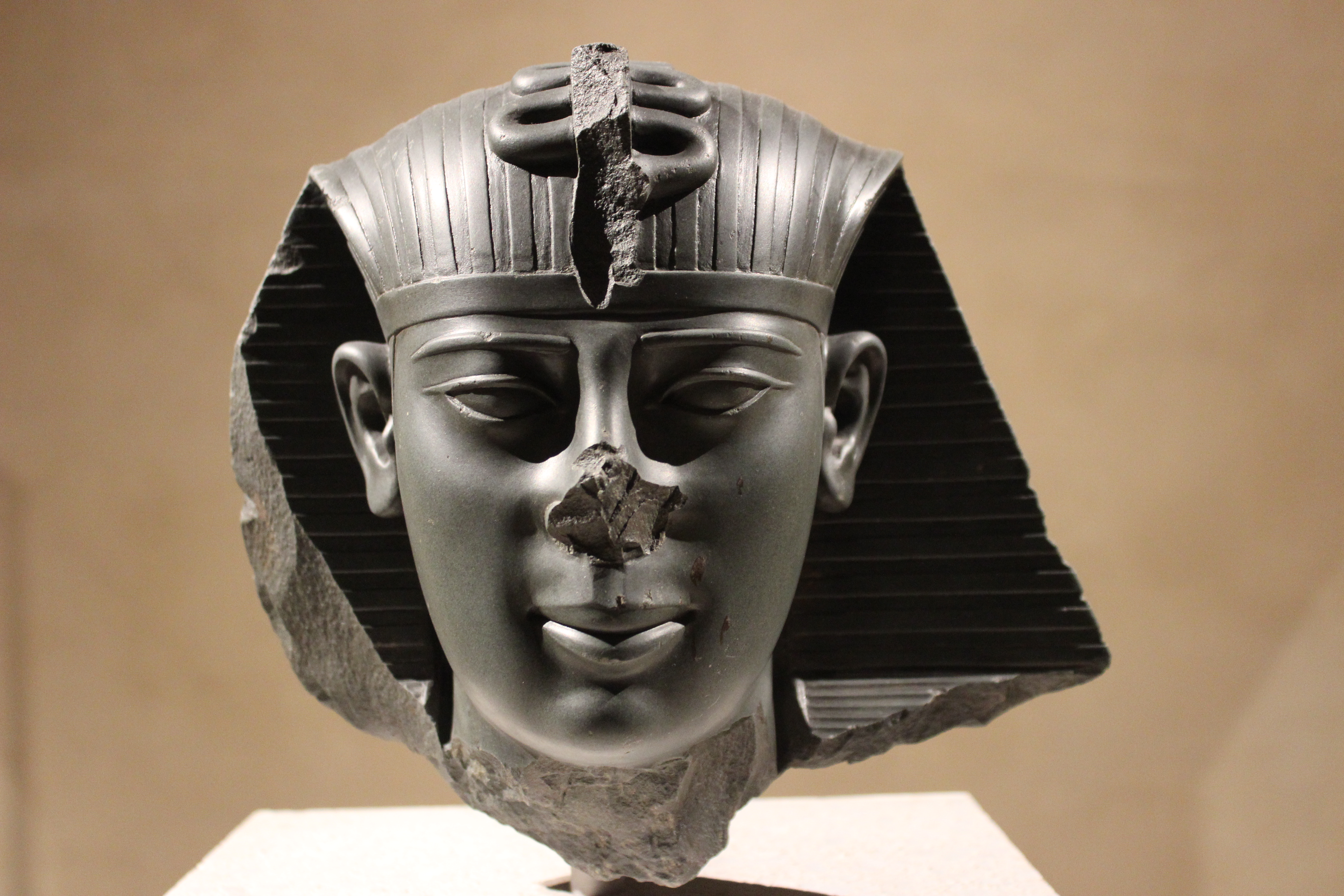
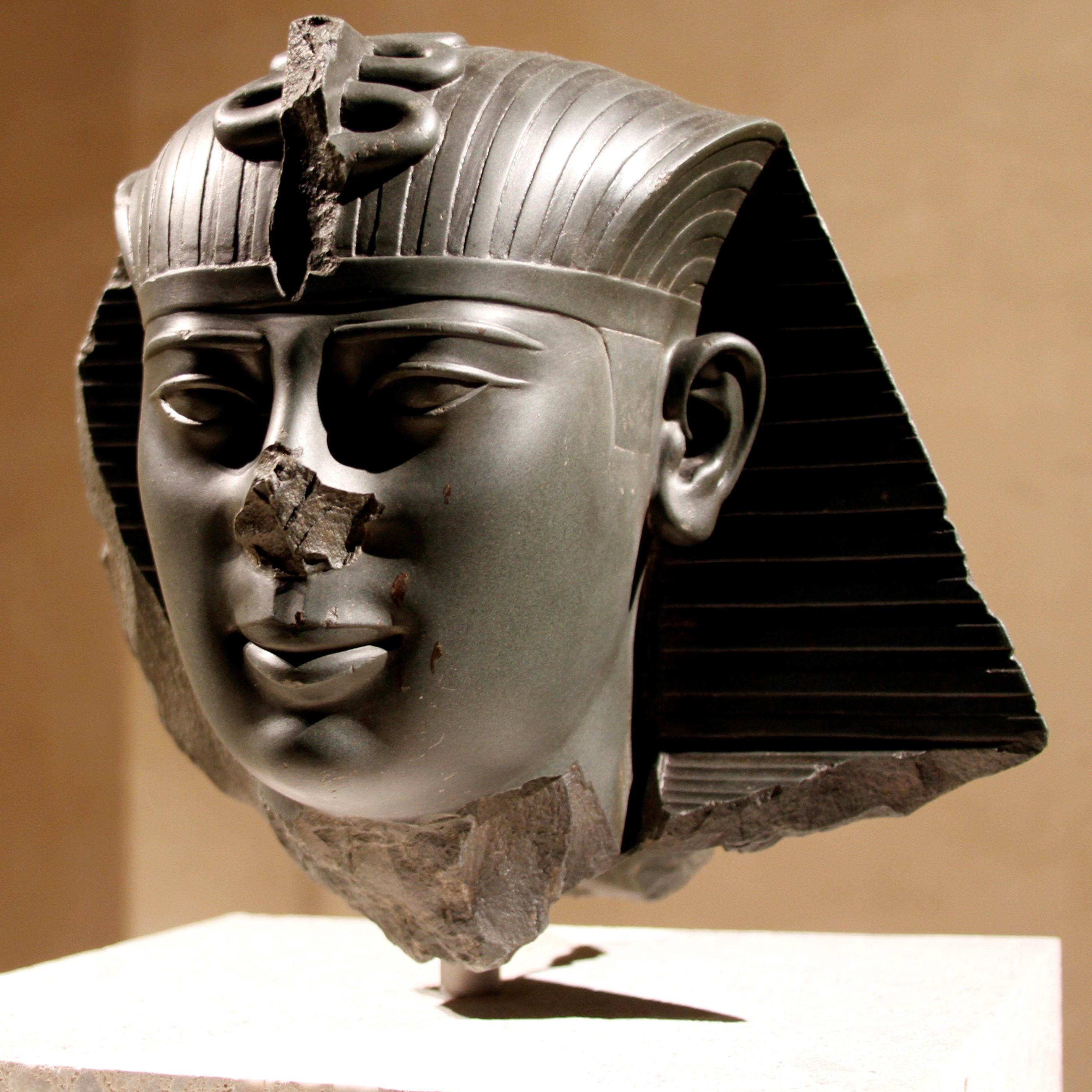
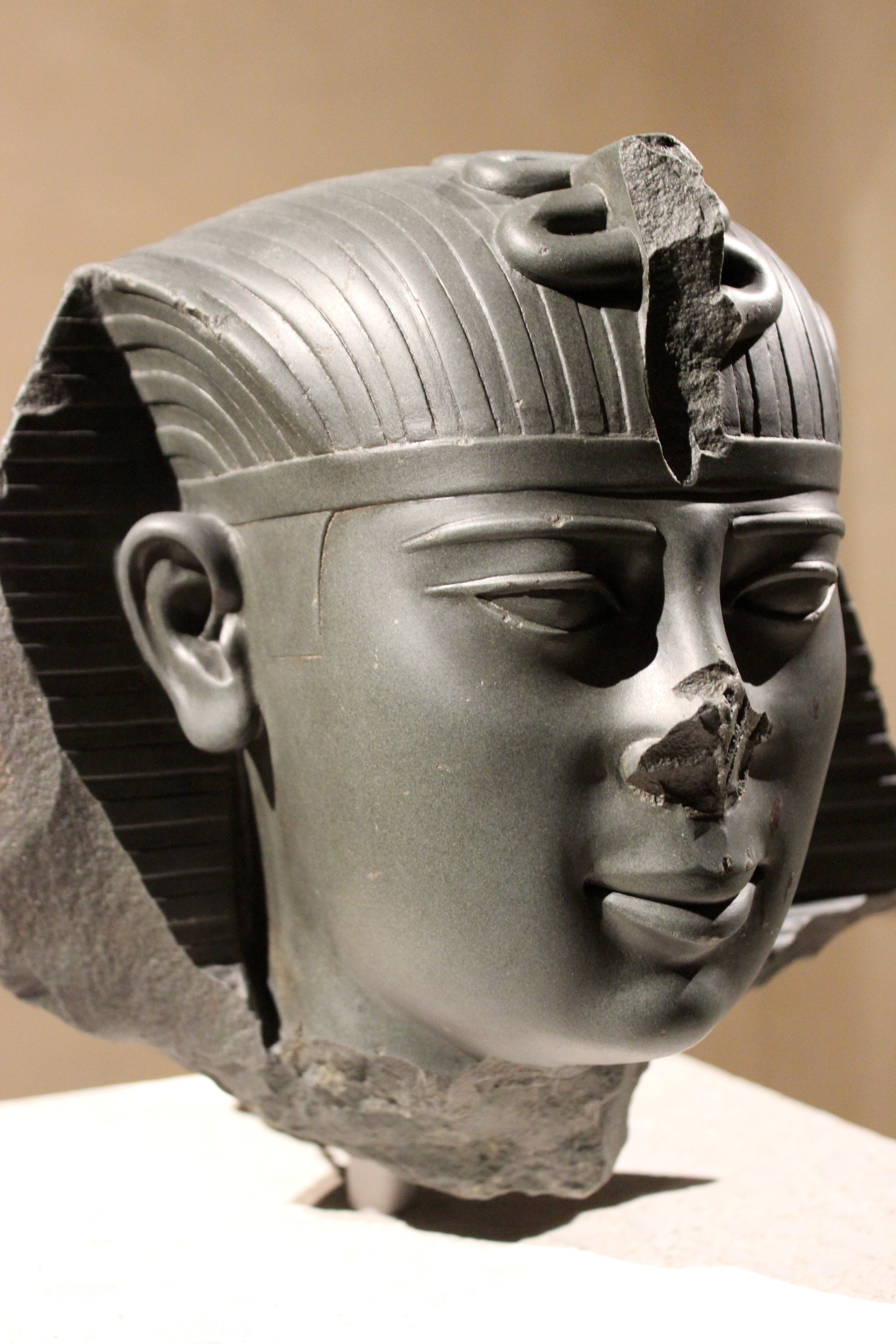